# Seal Rock (kulle i Antarktis, lat -77,63, long 166,45)
Seal Rock är en kulle i Antarktis. Den ligger i Östantarktis. Nya Zeeland gör anspråk på området. Toppen på Seal Rock är 34 meter över havet.
Terrängen runt Seal Rock är huvudsakligen kuperad, men österut är den bergig. Havet är nära Seal Rock åt sydväst. Trakten är obefolkad. Det finns inga samhällen i närheten. 